# جنتری لی
برت جِنتری لی (به انگلیسی: Bert Gentry Lee) سرمهندس مدیریت سیستم‌های پروازهای سیاره‌ای در آزمایشگاه پیشرانش جت و نویسنده علمی-تخیلی می‌باشد.
در زمینه نویسندگی بیشتر شهرتش به‌خاطر همکاری با آرتور سی کلارک در نوشتن داستان‌های گهواره، راما ۲ در سال ۱۹۸۹، باغ راما در سال ۱۹۹۱ و راز راما در سال ۱۹۹۳ می‌باشد. همچنین او کارل ساگان را در سال ۱۹۸۰ در نوشتن دنباله کیهان یاری نمود.